# Shin’ichi Kawaguchi
Shin’ichi Kawaguchi (japanisch 河口 真一 Kawaguchi Shin’ichi; * 13. Juni 1977 in der Präfektur Nagasaki) ist ein ehemaliger japanischer Fußballspieler.

## Karriere
Kawaguchi erlernte das Fußballspielen in der Schulmannschaft der Kunimi High School und der Universitätsmannschaft der Meiji-Universität. Seinen ersten Vertrag unterschrieb er 2000 bei den Avispa Fukuoka. Der Verein spielte in der höchsten Liga des Landes, der J1 League. Am Ende der Saison 2001 stieg der Verein in die J2 League ab. Für den Verein absolvierte er 26 Spiele. Ende 2002 beendete er seine Karriere als Fußballspieler.